# مقام بابا نانك

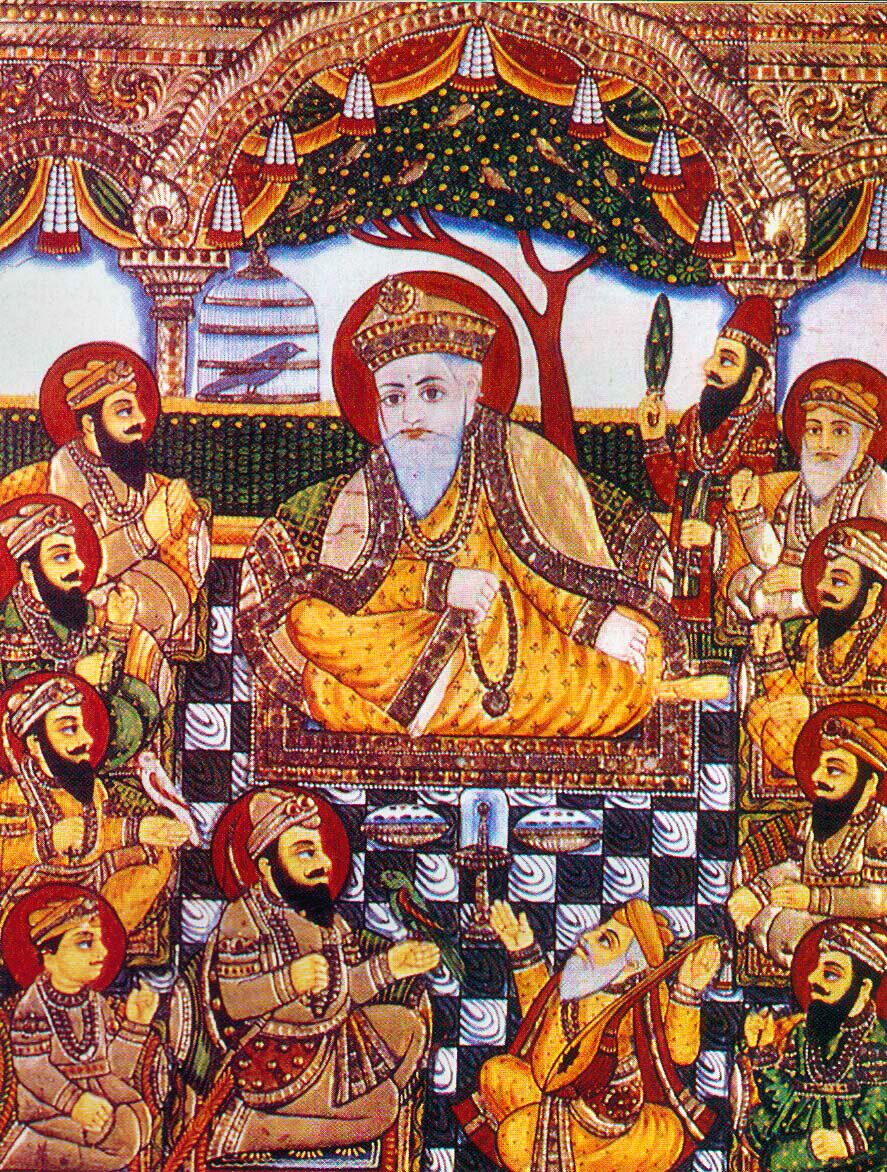
بابا ناناك مؤسس الديانة السيخية

ضريح بابا نانك، أو مقام بابا نانك، وهو مقام الغورو ناناك مؤسس ديانة السيخ، والتي انبثقت عن الديانة الهندوسية، ودفن قرب مرقد بهلول الكوفي في مقبرة الشونيزية في جانب الكرخ من بغداد، والذي أعاد اكتشافه جنود السيخ خلال الحرب العالمية الأولى وأعيد بناؤه خلال الحرب العالمية الثانية، من قبل جنود السيخ مرة أخرى، والقبر موجود حتى عام 2003 في حالة جيدة إلى حد ما.

## تاريخ المقام
جاء مؤسس الديانة السيخية، جورو ناناك، إلى بغداد في عام 527هـ/1521م، بعد زيارة مدينتي مكة المكرمة والمدينة المنورة. لم يُسمح لهُ في البداية بدخول مدينة بغداد، مما جعلهُ يقضي ليلته في المقبرة خارج المدينة. فاقام فيها فترة متجولاً بين زوايا الصوفية وأربطتها ومراقد الأولياء في مقبرة الشونيزية الكبرى (مقبرة الكرخ القديمة) واتخذ من مرقد بهلول الكوفي المقابل لقبر الجنيد البغدادي مقاماً ومأوى له ومقراً للقاء أنصاره، والذي اتخذ فيما بعد مقاماً مقدساً عند بعض الناس واتباعه، وأصبحت محجاً، تشرف عليهِ السفارة الهندية ببغداد.
الجيش البريطاني إحتل مدينة بغداد في عام 1917، وكان من ضمن قواتهِ جنود هنود من طائفة السيخ يسمون (الگورگا) معروفين بقسوتهم يحمل كل واحد منهم سكيناً ويعتمر عمامة ولا يحلق شعر رأسه وقد أطلق لحيته وفي جيبه مشط لتسريح شعره، ويرتدي سروالاً طويلاً ينتهى عند الركبتين وسواراً فولاذياً حول معصمه، وكل هذا من تعاليم ديانتهم السيخية. والبغداديون لم يسمعوا بناناك قبل ذلك، إلى أن قام رجل يدعى السيد عبد اللطيف ببناء دكة مجاورة لقبر بهلول الكوفي طولها حوالي 50 سم، وارتفاعها نفس الشيء وغطاها بقماش أخضر، وسمى هذه الدكة (مدفن بابا نانگ) فبدأ الهنود من مقلديهِ بزيارته وتقديم النذور واداء طقوسهم عنده. وبعد ذلك تغيرت أحوال السيد عبد اللطيف بعد بنائهِ هذهِ الدكة حيث أصبح يعد من الأغنياء في بغداد وبقي يعمل خادماً للدكة حتى وفاتهِ.

## سبب انتشار دعوتهِ
قيل إن الإخلاص في دعوة جورو ناناك كان عميقًا لدرجة أن رسالتهُ انتشرت حتى وصل إلى مرتبة قديس عند عامة الناس في وقته. وبالتالي تبادل جورو ناناك الأفكار الروحية والميتافيزيقية مع السلطات الدينية، وخاصة بير داستغير وبير باهلول، وكلاهما أصبح بعد ذلك من تلاميذ جورو ناناك وانحنى له. أدى ذلك إلى تكوين مجموعة من الاتباع في بغداد ذكروا المعلم باسم بابا ناناك. لم يكن هناك سوى اتصال فضفاض بين هذا الموقع في بغداد ومجموعة سيخ البنجاب حتى قيام الحرب العالمية الأولى عندما أعاد جنود السيخ اكتشاف الضريح.
وضع الدكتور الهندي كيربال سينغ أسس هذا المقام، وهو ضابط نقيب في الخدمة الطبية الهندية للجيش الهندي البريطاني خلال فترة الحرب العالمية الأولى، وشيد المبنى في موقع غرب مدينة بغداد بين مقبرة الكرخ القديمة في الشمال وخط سكة حديد بغداد سامراء السابق في الجنوب. وبالنسبة لأهالي المنطقة، يُعرف هذا المكان باسم مقام بهلول الكوفي. علاوة على ذلك، يشرح الكتاب الذي يحمل عنوان «يوميات تاج الدين» مع مقدمة للدكتور هاربانس لال، وهو سرد للمؤلف المسلم الذي رافق جورو ناناك من مكة إلى بغداد، يشرح بالتفصيل المحادثات التي أجراها بابا ناناك مع بير داستغير وبير باهلول.
صمم البناء المهندس العام السابق للجيش الهندي، اللواء هاركيرات سينغ عند زيارة بغداد في عام 1982، حيث قدم العراق مع مهمة لهُ في تشجيع مجتمع السيخ المحلي على المشاركة في تحويل ضريح بابا ناناك إلى معبد رئيسي في بغداد، والتي تم الاضطلاع بتفاصيلها لاحقًا بعد وفاتهِ في عام 1983. وكان اللواء هاركيرات سينغ ابن شقيق النقيب (دكتور) كيربال سينغ ونجل سردار سوارام سينغ، قاضي الجلسات، الذي كتب أول سيرة ذاتية لمؤسس الديانة غورو ناناك باللغة الإنجليزية. في ذلك الكتاب، الذي يحمل عنوان «المعلم الإلهي»، يكتب سردار سوارام سينغ عن ضريح بابا ناناك والنقش على اللوح الحجري. يقدم الكتاب في نسخته المنقحة مخطط الضريح كما رسمه النقيب (دكتور) كيربال سينغ.
كانت توجد بعض الآثار التاريخية مثل لوحة قديمة مع نص مكتوب بالعربية موجودة في الضريح حتى وقت حرب العراق في عام 2003، ولكن نهبت من قبل الغوغاء بعد عام 2007، أعربت الحكومة العراقية عن رغبتها في إعادة بناء الضريح. وبحسب تقرير إخباري. ولقد اعتاد عدد قليل من الحجاج السيخ زيارة الضريح قبل احداث الحرب والغوغاء. كما توجد تقارير عن التجمعات المنتظمة من قبل العمال الهنود في العراق، في الزيارة والطهي ومشاركة الاخرين من قبلهم في بناء وصيانة الضريح.
تضرر بناء الضريح قبل عام 2018 ويمكن رؤية أجزاء فقط من الجدار الخارجي بجوار قبر بهلول. حيث بقي محراب واحد فقط في أحد الجدران. ثم بعد ذلك جاء اشخاص من موظفي السفارة الهندية إلى مقر المقام وحملوا معهم جميع ما بقي من مواد ومقتنيات تخص المقام لغرض الحفاظ عليها في السفارة. ويظهر عبارة مكتوبة على الجدار وباللون الأحمر تشير إلى (حدود السفارة الهندية).